# فوتبال ۱۲۰
فوتبال ۱۲۰ یک برنامه تلویزیونی ایرانی و فوتبالی زنده است که هر پنج‌شنبه شب از شبکه ورزش پخش می‌‌شود و به تحلیل و پرداختن به رویدادها و حواشی فوتبال جهان اختصاص دارد. این برنامه که ۱۱ فصل اول آن به تهیه‌کنندگی عادل فردوسی‌پور و اجرای محمدحسین میثاقی و حمید محمدی پخش می‌شد، به بررسی اتفاقات و حواشی پیرامون فوتبال جهان به‌خصوص پنج لیگ معتبر فوتبال اروپا می‌پردازد. اولین قسمت فوتبال ۱۲۰ در فروردین ۱۳۹۲ پخش شد؛ ولی پس‌ از چند هفته، با پایان فصل ۱۳–۲۰۱۲ پخش آن متوقف شد تا سری جدید با بخش‌های جدید از ۷ شهریور ۱۳۹۲ روی آنتن رفت. در سال ۱۳۹۴ پس از شروع لیگ‌های اروپایی این برنامه برای مدتی به‌دلایلی پخش نشد تا سرانجام در ۱۰ دی همان سال دوباره روی آنتن رفت. فصل دوازدهم فوتبال ۱۲۰ از ۶ مهر ۱۴۰۲ روی آنتن شبکهٔ ورزش رفت. مجری این فصل حافظ کاظم‌زاده است و تهیه‌کنندگی آن را پویا خسروی بر عهده دارد.

## پیشینه
عادل فردوسی‌پور در سال ۱۳۹۶ با حضور در برنامه سه ستاره عنوان کرد که او و تیم برنامه‌سازی‌اش در نظر داشتند که فوتبال ۱۲۰ را به آنتن شبکه ۳ برساند اما به علت شلوغی در جدول پخش شبکه ۳ تصمیم گرفت شد که این برنامه برای شبکه ورزش تولید شود. فوتبال ۱۲۰ از ۱۶ فروردین ۱۳۹۲ با رویکرد تحلیل و بررسی فوتبال اروپا و لژیونرها روی آنتن شبکهٔ ورزش رفت. این برنامه در ۱۱ فصل ابتدایی خود با تهیه‌کنندگی عادل فردوسی‌پور روی آنتن رفت؛ اما پس از کناره‌گیری وی از ادامه فعالیت در صدا و سیما، پویا خسروی تهیه‌کنندگی برنامه را بر عهده گرفت.

## فصل‌ها
| فصل | سال       | مجری            | تهیه‌کننده      |
| --- | --------- | --------------- | -------------- |
| ۱   | ۱۳۹۲      | حمید محمدی      | عادل فردوسی‌پور |
| ۲   | ۱۳۹۳–۱۳۹۲ | حمید محمدی      | عادل فردوسی‌پور |
| ۳   | ۱۳۹۴–۱۳۹۳ | حمید محمدی      | عادل فردوسی‌پور |
| ۴   | ۱۳۹۵–۱۳۹۴ | محمدحسین میثاقی | عادل فردوسی‌پور |
| ۵   | ۱۳۹۶–۱۳۹۵ | محمدحسین میثاقی | عادل فردوسی‌پور |
| ۶   | ۱۳۹۷–۱۳۹۶ | محمدحسین میثاقی | عادل فردوسی‌پور |
| ۷   | ۱۳۹۸–۱۳۹۷ | محمدحسین میثاقی | عادل فردوسی‌پور |
| ۷   | ۱۳۹۸–۱۳۹۷ | حمید محمدی      | عادل فردوسی‌پور |
| ۸   | ۱۳۹۹–۱۳۹۸ | حمید محمدی      | عادل فردوسی‌پور |
| ۹   | ۱۴۰۰–۱۳۹۹ | حمید محمدی      | عادل فردوسی‌پور |
| ۱۰  | ۱۴۰۱–۱۴۰۰ | حمید محمدی      | عادل فردوسی‌پور |
| ۱۱  | ۱۴۰۲–۱۴۰۱ | حمید محمدی      | عادل فردوسی‌پور |
| ۱۲  | ۱۴۰۳–۱۴۰۲ | حافظ کاظم‌زاده   | پویا خسروی     |
| ۱۳  | ۱۴۰۴–۱۴۰۳ | حافظ کاظم‌زاده   | پویا خسروی     |

## تغییرات

### جایگزینی میثاقی با محمدی
از فصل ۱ تا فصل ۳ حمید محمدی وظیفه اجرای برنامه را در اختیار داشت، اما در فصل ۴ محمدحسین میثاقی جایگزین محمدی در این سمت شد، و تا اواسط فصل ۷ در این پست باقی ماند، ولی در همان هفتمین فصل برنامه میثاقی به خاطر اجرا در برنامه فوتبال برتر تصمیم به جدا شدن از گروه فوتبال ۱۲۰ را گرفت، تا تمرکز کامل برای مجری‌گری در فوتبال برتر را داشته باشد.

### حضور مجدد محمدی
بعد از جدایی محمدحسین میثاقی بار دیگر حمید محمدی در جایگاه مجری‌گری فوتبال ۱۲۰ قرار گرفت، و از میانه های فصل ۷ تا پایان فصل ۱۱ به اجرا کردن در این برنامه پرداخت، اما با کناره گیری عوامل برنامه از ادامه فعالیت در تلویزیون حمید محمدی هم در کنار گروه عادل فردوسی‌پور از این برنامه جدا شد، هرچند مدتی بعد محمدی به شبکه ۳ و برنامه گزارش ورزشی پیوست، ولی در فصل دوازدهم فوتبال ۱۲۰ حضور پیدا نکرد.

### قطع همکاری فردوسی‌پور و عوامل برنامه
بعد از اتمام برنامه در فصل یازدهم عادل فردوسی‌پور نیز به همکاری‌اش با تلویزیون ایران پایان داد و تیم برنامه‌سازی فوتبال ۱۲۰ نیز از ادامهٔ همکاری با این برنامه خودداری کردند.

### آغاز به کار عوامل جدید
با تمام شدن قسمت آخر فصل یازدهم فوتبال ۱۲۰ گمانه‌زنی های رسانه‌ها مبنی‌بر پایان همیشگی این برنامه نیز آغاز شد، اما بلافاصله روابط عمومی شبکه ورزش اعلام کرد که فصل جدید فوتبال ۱۲۰ از اواسط مرداد ۱۴۰۲ و با شروع مجدد لیگ‌های فوتبال اروپایی پخش خواهد شد، اما در این بیانیه هیچ اشاره ای به بودن یا نبودن گروه عادل فردوسی‌پور در فصل بعدی فوتبال ۱۲۰ نشد، که در همین رابطه حمید محمدی با انتشار پستی در اینستاگرام به شکل رسمی اتمام فعالیت گروه فردوسی‌پور را در فوتبال ۱۲۰ اعلام کرد، و رسانه‌ها هم احتمال دادند که در صورت عدم حضور عادل فردوسی‌پور تهیه کننده جدید این برنامه نیز مهدی توتونچی خواهد بود، و چند ماه بعد هم با اینکه تیزر فصل دوازدهم فوتبال ۱۲۰ از شبکه ورزش پخش شد، ولی هیچ خبری از نام عوامل جدید برنامه نشر پیدا نکرد، که در نهایت با تأخیر دو ماهه نسبت به اعلام روابط عمومی شبکه ورزش قسمت ۱ فصل ۱۲ فوتبال ۱۲۰ در ۶ مهر ۱۴۰۲ روی آنتن زنده ای شبکه ورزش رفت، که برخلاف پیش‌بینی رسانه‌ها خبری از حضور توتونچی نبود، و پویا خسروی پست تهیه کنندگی فوتبال ۱۲۰ را برعهده گرفت، و جایگزین عادل فردوسی‌پور شد.

### پیوستن کاظم‌زاده به فوتبال ۱۲۰
با روی کار آمدن گروه جدید یک تغییر دیگر در سمت مجری‌گری فوتبال ۱۲۰ هم ایجاد شد، و حافظ کاظم‌زاده با نظر پویا خسروی به جای حمید محمدی در فصل دوازدهم فوتبال ۱۲۰ حضور یافت، و مجری این برنامه انتخاب شد.

## ویژگی‌ها

### اجرای برنامه
در ابتدا قرار بود خود فردوسی‌پور مجری برنامه باشد که با مخالفت مدیران شبکه سه روبرو شد، محمدحسین میثاقی نیز به‌همین دلیل نتوانست مجری این برنامه شود تا در نهایت حمید محمدی (گویندهٔ خبر ورزشی شبکه سه و رادیو) اجرای برنامه را به‌عهده گرفت. هرچند خود فردوسی‌پور می‌گوید به‌علت مشغلهٔ زیاد کاری مجری این برنامه نشده‌ است.
از سال ۱۳۹۴، محمدحسین میثاقی مجری این برنامه شد. اما به دلیل اجرای همزمان برنامه فوتبال برتر توسط میثاقی، از سال ۱۳۹۸ حمید محمدی دوباره اجرای برنامه را بر‌ عهده گرفت. در سال ۱۴۰۲ و پس از جدایی عادل فردوسی‌پور از صدا و سیما، و غیبت حمید محمدی در فصل دوازدهم فوتبال ۱۲۰ حافظ کاظم‌زاده هم به عنوان مجری انتخاب و جایگزین محمدی شد.

## درون‌مایه

### روند برنامه
برنامه فوتبال ۱۲۰ هر هفته به مرور و تحلیل رویدادهای مرتبط با فوتبال اروپا می پردازد. به‌طور معمول، این برنامه خلاصه‌ای از بازی‌های لیگ‌های معتبر اروپایی را پخش می‌کند.

### بخش‌های برنامه
این برنامه معمولاً دارای بخش‌های زیر است:
- لیگ‌های اروپایی:

بخش اصلی این برنامه پخش گل‌های زیبا و صحنه‌های حساس بازی‌های مهم لیگ‌های معتبر اروپایی در هفته گذشته‌ است، از جمله رقابت‌هایی که این برنامه پوشش می دهد لیگ برتر فوتبال انگلیس، لالیگا، بوندس‌لیگا، سری آ و لیگ یک فرانسه هستند. این بخش معمولاً با صدای گزارشگر اصلی یا موسیقی ورزشی و یا گوینده برنامه پخش می‌شود و پس از آن وضعیت جدول مسابقات و جدول گلزنان مورد بررسی قرار می‌گیرد.
- مستندهای موضوعی:

در این برنامه به‌تناسب اتفاقات و بازی‌های هفته گذشته (یا آینده) مستندهایی کوتاه و با متنی ادبی پخش می‌شود. معمولاً این مستندها علاوه بر موضوعات فوتبالی، دربرگیرنده موضوعات سیاسی، اجتماعی و فرهنگی هم هستند که با صدای گویندگان این برنامه روی آنتن می روند.
- بامزه‌های دنیای فوتبال:

بخش بامزه‌های دنیای فوتبال که با نام فان (به انگلیسی: FUN) هم شناخته می‌شود یکی از محبوبترین بخش‌های این برنامه بود که به حواشی و اتفاقات طنزگونهٔ فوتبال می‌پرداخت و معمولاً در دو نوبت در هر برنامه و با صدا و همچنین نویسندگی محمدحسین میثاقی پخش می شد، اما با جدایی میثاقی از این برنامه ابوطالب حسینی جایگزین وی شد، و از سال ۱۳۹۸ در کنار گویندگی، اجرای این بخش را برعهده گرفت، و نویسنده این قسمت هم سید علیرضا میرکریمی شد. با آغاز فصل ۱۲ فوتبال ۱۲۰ و عوض شدن گروه برنامه اجرای بخش فان هم به فرد دیگری واگزار شد.
- آنالیز فنی:

در این بخش بازی‌های مهم یا خاص هر هفته (از بعد فنی یا کیفیت) توسط یک تیم چند نفره آنالیز می‌شود و ماحصل آن با تصاویر مربوط به بازی پخش می‌شود.
- پیش‌بازی مسابقات:

در این بخش وضعیت تیم‌هایی که در هفته آینده بازی مهمی دارند همراه با نگاه تاریخی بررسی می‌شود.
- خارج از دید:

این بخش به عملکرد بازیکنان محبوب فوتبال اختصاص دارد که با دوران اوج فاصله دارند یا پا به‌سن گذاشته شده‌اند، بنابراین بیشتر بخش‌های آن مربوط به مسابقات ام‌ال‌اس، لیگ برتر برزیل، لیگ برتر آرژانتین، سوپر لیگ فوتبال ترکیه، سوپر لیگ چین، لیگ‌های فوتبال سطح دو اروپا، لیگ‌های فوتبال کشور‌های حاشیه خلیج فارس و همچنین حواشی پیرامون شخصیت‌های شناخته شده فوتبالی است که شرح حال آن‌ها برای مخاطب جذاب می‌باشد. گویندگی این بخش بر عهده سعید زلفی می باشد.
- گل‌های هفته:

این بخش زیبا‌ترین و جذاب‌ترین گل‌های به‌ثمر رسیده در لیگ‌های معتبر اروپایی را برای مخاطبان پخش می‌کرد.
- نوستالژی:

در بخش نوستالژی یا خاطره‌انگیز این برنامه خلاصه‌ای از یکی از بازی‌های جذاب سال‌های اخیر پخش می‌شد، این بازی به گونه‌ای انتخاب می‌شد که دو تیم برگزارکننده آن در طی هفته آینده با هم بازی دارند.
- لژیونرها:

لژیونرها جزو بخش های بود که از برنامه ۹۰ پخش می‌شد، اما با حذف ۹۰ از شبکه ۳ این بخش هم به پایان رسید، تا در سال ۱۳۹۹ و در فصل نهم فوتبال ۱۲۰ که به عنوان بخش جدید به این برنامه اضافه شد. لژیونر ها عملکرد بازیکنان و مربیان ایرانی شاغل در لیگ های فوتبال و فوتسال خارجی را در چند دقیقه مورد بررسی قرار می‌دهد، و محمد فرهپور که در برنامه ۹۰ گوینده این بخش بود، در برنامه فوتبال ۱۲۰ هم این سمت را در اختیار داشت، اما از فصل دهم تا هم‌اکنون فقط تصاویر مربوط به لژیونر های ایرانی پخش می‌شد، و صدای گوینده به شکل کامل از این بخش حذف شد.

## مصاحبه‌های اختصاصی
فوتبال ۱۲۰ در سال‌های اخیر با چهره‌های شاخص دنیای فوتبال مصاحبه‌های اختصاصی داشته‌است که از جمله آن‌ها می‌توان به مصاحبه عادل فردوسی‌پور با ژاوی هرناندز، کلارنس سیدورف و لوییس گارسیا اشاره کرد. همچین چهره‌های شاخص دیگری چون دیگو فورلان، وسلی اسنایدر، گایزکا مندیتا، فرناندو مورینتس، امره جان، کریستین کارمبئو، مارتین تایلر و کارشناسان مطرحی چون سید لو، گیلم بالاگ و فابریتزیو رومانو با این برنامه مصاحبه اختصاصی داشته‌اند.در فصل جدید این برنامه دنیس اکرت بازیکن ایرانی-آلمانی تیم یونیون سن ژیل و مارتین روییز مدیر رسانه ای تیم  خیرونا هم مهمان این برنامه بودند.

## نشان‌واره‌ها

۱۳۹۲ - ۱۳۹۴
۱۳۹۴ - ۱۴۰۲
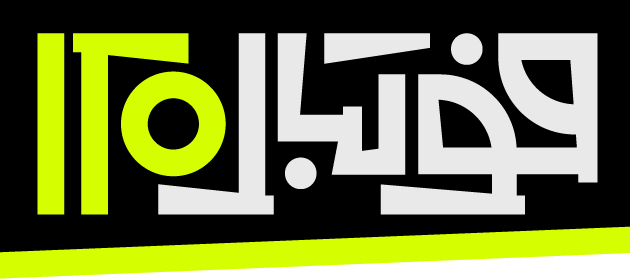
اکنون

## جوایز
| سال  | جایزه                                           | رده                                  | دریافت‌کننده    | نتیجه    | توضیحات                                                                     |
| ---- | ----------------------------------------------- | ------------------------------------ | -------------- | -------- | --------------------------------------------------------------------------- |
| ۱۴۰۱ | سیزدهمین جشنواره بین‌المللی فیلم‌های ورزشی ایران  | بهترین مجری برنامه‌های ورزشی تلویزیون | حمید محمدی     | برنده    | در این جشنواره حمید محمدی بعد از رضا جاودانی به‌عنوان برگزیده دوم انتخاب شد. |
| ۱۳۹۹ | دوازدهمین جشنواره بین‌المللی فیلم‌های ورزشی ایران | بهترین برنامه ورزشی تلویزیون         | عادل فردوسی‌پور | برنده    |                                                                             |
| ۱۳۹۶ | یازدهمین جشنواره بین‌المللی فیلم‌های ورزشی ایران  | بهترین تهیه‌کننده ورزشی               | عادل فردوسی‌پور | نامزدشده | در این جشنواره مجتبی پوربخش بالاتر از عادل فردوسی‌پور قرار گرفت.             |
| ۱۳۹۵ | سه ستاره                                        | بهترین برنامه تخصصی                  | عادل فردوسی‌پور | برنده    |                                                                             |